# Белвил (Висконсин)
Белвил (енгл. Belleville) град је у америчкој савезној држави Висконсин.

## Демографија
По попису из 2010. године број становника је 2.385, што је 477 (25,0%) становника више него 2000. године.
| Група             | 2000.         | 2010.         |
| Белци             | 1.866 (97,8%) | 2.252 (94,4%) |
| Афроамериканци    | 4 (0,2%)      | 7 (0,3%)      |
| Азијати           | 6 (0,3%)      | 18 (0,8%)     |
| Хиспаноамериканци | 15 (0,8%)     | 90 (3,8%)     |
| Укупно            | 1.908         | 2.385         |